# Porrorchis
Genre
Porrorchis est un genre d'acanthocéphales de la famille des Plagiorhynchidae.

## Classification
Le genre Porrorchis est décrit par Tamao Fukui en 1929.

## Liste d'espèces
Selon Catalogue of Life (17 juin 2017) :
- Porrorchis aruensis Smales, 2010
- Porrorchis bazae (Southwell & Macfie, 1925)
- Porrorchis brevicanthus (Das, 1949)
- Porrorchis centropi (Porta, 1910)
- Porrorchis centropusi (Tubangui, 1933)
- Porrorchis chauhani Gupta & Fatma, 1986
- Porrorchis crocidurai Gupta & Fatma, 1986
- Porrorchis elongatus Fukui, 1929
- Porrorchis heckmanni Bilqees, Khan, Khatoon & Khatoon, 2007
- Porrorchis herpistis Bhattacharya, 2007
- Porrorchis houdemeri (Joyeux & Baer, 1935)
- Porrorchis hydromuris (Edmonds, 1957)
- Porrorchis hylae (Johnston, 1914)
- Porrorchis indicus (Das, 1957)
- Porrorchis jonesae Muti-ur-Rahman, Khan, Khatoon & Bilqees, 2010
- Porrorchis keralensis George & Nadakal, 1984
- Porrorchis kinsellai Lisitsyna, Tkach & Bush, 2012
- Porrorchis leibyi Schmidt & Kuntz, 1967
- Porrorchis maxvachoni (Golvan & Brygoo, 1965)
- Porrorchis nickoli Salgado-Maldonado & Cruz-Reyes, 2002
- Porrorchis oti Yamaguti, 1939
- Porrorchis rotundatus (von Linstow, 1897)
- Porrorchis tyto Amin, Ha & Heckmann, 2008

### Publication originale
- [1929] (en) Tamao Fukui, « On some Acanthocephala found in Japan », Annotationes Zoologicae Japonenses, vol. 12,‎ 1929, p. 225-270.